# Shura Kitata
Tola Shura Kitata (* 9. Juni 1996) ist ein äthiopischer Langstreckenläufer.

## Werdegang
Beim Shanghai-Marathon im November 2015 erreichte Shura Kitata bei seiner Premiere über die 42,195 km in 2:08:53 h den dritten Platz. Zwei Monate später wurde er in 2:10:20 h Zweiter des Xiamen-Marathons 2016. Im weiteren Verlauf des Jahres wurde er jeweils Zweiter beim Ottawa-Marathon und beim Istanbul-Marathon.
2017 folgte einem dritten Platz in Xiamen ein Sieg beim Rom-Marathon in 2:07:28 h, wobei er den Streckenrekord um wenige Sekunden verfehlte. Im Herbst wurde er Achter beim Kopenhagen-Halbmarathon und triumphierte in 2:05:50 h beim Frankfurt-Marathon.
Mit einem vierten Platz im Halbmarathonbewerb des Houston-Marathons startete er in die Saison 2018. Beim London-Marathon musste er sich in einem hochkarätigen Feld nur Olympiasieger Eliud Kipchoge geschlagen geben. Zum Saisonabschluss belegte er beim New-York-City-Marathon in 2:06:01 h mit nur zwei Sekunden Rückstand auf seinen Landsmann Lelisa Desisa den zweiten Platz.
Die Saison 2019 eröffnete er im Januar mit einem Sieg beim Halbmarathonrennen im Rahmen des Houston-Marathons. Den London-Marathon drei Monate später beendete er in 2:05:01 Stunden auf dem vierten Platz. Im Herbst belegte er beim New-York-City-Marathon in 2:10:39 Stunden den fünften Rang.
2020 lief er beim Halbmarathon in Houston eine neue persönliche Bestleistung von 59:47 Minuten, erreichte mit dieser Zeit allerdings nur den achten Platz, weil insgesamt neun Starter unter der Stundenmarke blieben. Den London-Marathon 2020 gewann er in 2:05:41 Stunden.
Beim Marathon der Olympischen Sommerspiele 2020, der abweichend in Sapporo stattfand, kam er nicht ins Ziel.

## Persönliche Bestzeiten
- Halbmarathon: 59:47 min, 19. Januar 2020, Houston
- Marathon: 2:04:49 h, 22. April 2018, London